# Petrosavia
Petrosavia, rod biljaka jednosupnica koja je dala svoje ime porodici Petrosaviaceae. Rasprostranjen je po jugoistočnoj Aziji, uključujući jugoistočnu Kinu, Sumatru, Borneo, Japan, Vijetnam, Mjanmar. Do 2021. bile su priznate tri vrste. Četvrta vrsta je otkrivena na otoku Amami-Oshima, i opisana 2021. Petrosavia amamiensis ima kraću nadzemnu stabljiku, kraći internodij, cvat s gušćim cvjetovima i sitnije sjemenke od P. sakuraii. Štoviše, DNK plastida i jezgre uvelike se razlikuju između P. amamiensis i P. sakuraii.

## Opis roda
Biljke sitne, mikotrofne, bez klorofila, s tankim, ljuskastim rizomom. Stabljika je uspravna, jednostavna, vitka. Listovi svedeni na naizmjenične ljuske. Cvat u obliku vijenca ili grozda, terminalni, s više od 10 cvjetova. Cvjetovi dvospolni, izbijaju iz pazušaca malih brakteja, uspravni, mali, često pokriveni brakteolom. Perijant segmenti 6, spojeni na bazi, postojani, unutarnji veći od vanjskih. Prašnika 6; filamenti subulatni, prirasli uz bazu perijant segmenata; prašnici jajoliki, dorsifiksirani ili skoro bazifiksirani, introrsni. Jajne stanice brojne; plodnika 3, spojeni za 1/4--1/2 svoje dužine, ponekad spojeni samo pri osnovi; prisutni septalni nektari. Stilovi kratki; stigme glavičaste ili malo 2-rascijepljene. Plod je kapsula, nalik folikuli. Sjemenke sitne, eliptične, ± krilate.

## Vrste
- Petrosavia amamiensis Hir.Takah., T.Yukawa & M.Maki
- Petrosavia sakuraii (Makino) J.J.Sm. ex Steenis
- Petrosavia sinii (K.Krause) Gagnep.
- Petrosavia stellaris Becc.

## Sinonimi
- Miyoshia Makino; Bot. Mag. (Tokyo) 17: 144 (1903)
- Protolirion Ridl.; Ann. Bot. (Oxford) 9: 56 (1895)